# 安妮維爾鎮區 (阿肯色州勞倫斯縣)
安妮維爾鎮區（英語：Annieville Township）是位於美國阿肯色州勞倫斯縣的一個行政鎮區。

## 地方資料
安妮維爾鎮區的面積為36.83平方千米，當中陸地面積為36.59平方千米，而水域面積為0.24平方千米。根據2010年美國人口普查的數據，當地共有人口409人，而人口密度為每平方千米11.11人。